# Mimang Tsongdu
Mimang Tsongdu (tibétain : མི་དམངས་ཚོགས་འདུ, Wylie : mi dmangs tshogs 'du) ou Ts'ogpa, le Parti du peuple, fut le premier parti politique tibétain né en 1951 d'un mouvement massif de protestation, de résistance populaire, apparu spontanément à la suite de l'inflation importante qui s'est produite à Lhassa au début des années 1950. Son nom provient d'un groupe de nobles tibétains qui s'unirent à la fin du XIXe siècle pour éviter que le 13e dalaï-lama ne soit assassiné par les amban mandchous avant que les pleins pouvoirs ne lui soient conférés. Le parti est déclaré illégal en 1952, il entre alors dans la clandestinité. 
Comme demandé dans l'article 8 de l'accord en 17 points, l'armée tibétaine fut partiellement dissoute, seules 3 unités subsistèrent. Les soldats inoccupés rejoignirent le Mimang Tsongdu. Laurent Deshayes indique que ce mouvement compte aussi bien des religieux que des laïcs.
Ses membres étaient en partie responsables des affichages hostiles aux Chinois dans Lhassa et ses environs, et d'un mémorandum demandant le retrait de toutes les troupes de l'armée populaire de libération à Lhassa, adressé au Kashag et aux autorités chinoises. Après avoir tenté de le saper par des insinuations, la corruption, l'infiltration, le harcèlement et des arrestations, les Chinois firent pression sur le gouvernement tibétain et le 1er mai 1952, le 14e dalaï-lama annonça sa dissolution, pour éviter que ses membres ne soient emprisonnés. Les Tibétains feignirent la dispersion, mais ils se réorganisèrent dans la clandestinité. 
Cinq hommes avaient présenté une liste de 6 doléances aux autorités chinoises. Plutôt que de se préoccuper du mécontentement populaire, Chang Ching-wu en rejeta la responsabilité sur les 2 premiers ministres, Lukhangwa et Lobsang Tashi. Lukhangwa avait osé dire à Chang Ching-wu que le peuple souffrait de faim et que les demandes chinoises étaient exorbitantes. Il n'imaginait pas que Lukhangwa puisse être un patriote honnête et incorruptible.
En février 1956, 3 chefs du Mimang furent arrêtés à Lhassa après la fête du Mönlam. Gompo Tashi Andrugtsang qui était absent pour affaires à ce moment fit son possible pour obtenir leur libération à son retour. Les généraux conscients du risque de les faire traduire en justice acceptèrent après que les abbés des 3 monastères principaux de Lhassa se portèrent garant de leur conduite. Cependant, un des prisonniers était décédé. Des 2 survivants, Gompo Tashi Andrugtsang était impressionné par le Khampa Alo Chondzé, qu’il envoya en Inde via le Bhoutan pour servir la cause du Tibet. 
En 1957, le dalaï-lama et son gouvernement prononça l’interdiction du  Mimang Tsongdu par un édit.
Le mouvement réapparu lors du soulèvement tibétain de 1959 déclara l'indépendance du Tibet.